# Châu lục
Châu lục hay châu là một khái niệm của địa chính trị. Nó là tổ hợp lớn về đất đai, trên đó có nhiều quốc gia với các phần diện tích thuộc cả đại lục lẫn các đảo xung quanh (nếu có).

## Từ nguyên
Châu lục hay châu là từ gốc Hán-Việt (tiếng Trung giản thể: 洲陆, phồn thể: 洲陸), trong đó lục (陆/陸) có nghĩa là vùng đồng bằng cao ráo, đất liền hay trên bộ (với ý nghĩa khi nói về phương thức đi lại) và châu (洲) nghĩa là vùng đất liền.

## Phân biệt
Tuy nhiên, hiện nay có một sự lộn xộn trong cách hiểu và dùng từ giữa lục địa và đại lục với châu lục. Đại lục và lục địa đều là các khái niệm của địa lý tự nhiên, đại lục là mảng đất liền lớn trong khi lục địa là mảng đất liền nhưng không chỉ rõ là có quy mô về diện tích lớn hay nhỏ. Ví dụ, các đảo như Greenland với diện tích khoảng 2.166.086 km² hay Madagascar với diện tích khoảng 587.040 km² là các lục địa khi xét về mặt địa lý tự nhiên, nhưng không thể coi là đại lục. Các đảo đó cũng không bao giờ được coi là châu lục. Châu lục là khái niệm của địa chính trị và nó mang ý nghĩa chính trị, lịch sử nhiều hơn như định nghĩa trong bài.

## Số lượng các châu lục
Có nhiều cách phân chia các châu lục khác nhau:
| Các kiểu phân chia                                                                                           | Các kiểu phân chia | Các kiểu phân chia | Các kiểu phân chia | Các kiểu phân chia | Các kiểu phân chia | Các kiểu phân chia | Các kiểu phân chia | Các kiểu phân chia |
| --- | ------------------ | ------------------ | ------------------ | ------------------ | ------------------ | ------------------ | ------------------ | ------------------ |
| Bản dồ màu chỉ ra các châu lục. Các màu gần giống nhau thể hiện các khu vực có thể gộp lại hay phân chia ra. |                    |                    |                    |                    |                    |                    |                    |                    |
| 7 châu lục                                                                                                   | Bắc Mỹ             | Nam Mỹ             | Châu Nam Cực       | Châu Phi           | Châu Âu            | Châu Á             | Châu Đại Dương     |                    |
| 6 châu lục                                                                                                   | Bắc Mỹ             | Nam Mỹ             | Châu Nam Cực       | Châu Phi           | Đại lục Á Âu       | Đại lục Á Âu       | Châu Úc            |                    |
| 6 châu lục                                                                                                   | Châu Mỹ            | Châu Mỹ            | Châu Nam Cực       | Châu Phi           | Châu Âu            | Châu Á             | Châu Đại Dương     |                    |
| 5 châu lục                                                                                                   | Châu Mỹ            | Châu Mỹ            | (không tính)       | Châu Phi           | Châu Âu            | Châu Á             | Châu Đại Dương     |                    |

## Diện tích và dân số
| Tên              | Diện tích (km²) | Dân số ước tính 2002 | Phần trăm trên tổng dân số thế giới |
| ---------------- | --------------- | -------------------- | ----------------------------------- |
| Đại lục Phi-Á Âu | 84.360.000      | 5.400.000.000        | 86%                                 |
| Đại lục Á-Âu     | 53.990.000      | 4.510.000.000        | 72%                                 |
| Châu Á           | 43.810.000      | 3.800.000.000        | 60%                                 |
| Châu Âu          | 10.180.000      | 710.000.000          | 11%                                 |
| Châu Phi         | 30.370.000      | 890.000.000          | 14%                                 |
| Châu Mỹ          | 42.330.000      | 886.000.000          | 14%                                 |
| Bắc Mỹ           | 24.490.000      | 515.000.000          | 8%                                  |
| Nam Mỹ           | 17.840.000      | 371.000.000          | 6%                                  |
| Châu Nam Cực     | 13.720.000      | 1.000                | 0,00002%                            |
| Châu Đại Dương   | 9.010.000       | 33.552.994           | 0,6%                                |
| Úc-New Guinea    | 8.500.000       | 30.000.000           | 0.5%                                |
| Lục địa Úc       | 7.600.000       | 21.000.000           | 0.3%                                |

Tổng diện tích toàn bộ các châu lục là 148.647.000 km², chiếm khoảng 29,05% diện tích bề mặt Trái Đất.